# Georg August von Schönfeld

Wappen derer von Schönfeldt

Georg August von Schönfeld (* 1722 in Guhrow; † 1793) war ein preußischer Generalleutnant, Chef des Infanterieregiments Nr. 30 und Ritter des Schwarzen Adlerordens.

## Leben

### Herkunft
Georg August entstammt dem schlesischen Zweig der Familie Schönfeld. Seine Eltern waren Kaspar Siegmund von Schönfeld (1685–1752) und Eleonore Gottliebe, geborene von Metzrad (1693–1726). Der Generalleutnant Friedrich Wilhelm von Schönfeld war sein Stiefbruder.

### Militärkarriere
Schönfeld kam 1734 zur preußischen Armee und im Jahr 1741 zum Infanterieregiment „Dohna“ Nr. 38. 1750 wurde er Secondeleutnant und Adjutant. Er ist danach zu einem anderen Regiment versetzt worden. 1761 wurde er Major im Infanterieregiment „Graf Anhalt“ Nr. 3. Dort wurde er 1771 Oberstleutnant und 1773 Oberst. Am 22. Mai 1782 wurde Schönfeld zum Generalmajor ernannt und am 20. Mai 1789 zum Generalleutnant. Bereits 1782 erhielt er vom König das Infanterieregiment „Teufel von Birkensee“ Nr. 30 in Anklam. Im Juli 1793 wurde Schönfeld durch König Friedrich Wilhelm II. zum Ritter des Schwarzen Adlerordens geschlagen.
Schönfeld kämpfte in den Schlesischen Kriegen unter Friedrich II. In den Schlachten bei Hohenfriedberg, Prag, Breslau und Kunersdorf, wo er verwundet wurde. Ferner war er bei der Belagerung von Cosel sowie beim Gefecht von Meissen dabei. Während des Bayerischen Erbfolgekriegs war er 1778 beim Gefecht von Jägerndorf dabei.
Er starb 1793 unverheiratet.